# Lisímac (príncep)
Lisímac, Lysimachus, Λυσίμαχος, (297/296 BC-279 BC) fou un príncep grec d'Àsia Menor d'ascendència macedònia i tessàlia.

## Antecedents familiars
Lisímac va ser el segon fill de Lisímac de Tràcia i d'Arsínoe II (filla de Ptolemeu I Sòter). Li van posar el mateix nom del seu pare. Lisímac tenia dos germans: un germà major anomenat Ptolemeu I Epígon i Filip.
El seu pare Lisímac va ser un dels diàdocs d'Alexandre el Gran i era el rei de Tràcia, Àsia Menor i Macedònia. El seu avi patern fou Agàtocles de Tessàlia un noble contemporani de Filip II de Macedònia i la seva àvia paterna fou una dona desconeguda potser anomenada Arsínoe. Dels matrimonis anteriors del seu pare i d'una concubina odrísia tenia dos germans més grans: Agàtocles, Alexandre i dues mig-germanes: Eurídice, Arsínoe I i potser dues germanes més de les quals no es coneix el nom però que podria haver estat la primera esposa de Ptolemeu Ceraune.
La seva mare Arsínoe II era una princesa grega ptolemaica que fou la tercera esposa del seu pare, però d'ella n'era el primer marit. Era filla de Ptolemeu I Sòter i Berenice I d'Egipte i germana del faraó Ptolemeu II Filadelf. Ptolemeu I va ser un altre dels diàdocs d'Alexandre el Gran i va fundar posteriorment la dinastia ptolemaica de l'antic Egipte i Berenice I era la besneboda del poderós regent Antípater.

## Vida
Lisímac va néixer i es va criar a Efes, que va passar a dir-se durant un temps Arsinoea després que la seva mare. En 282 aC la seva mare va acusar al seu mig germà Agàtocles de traïció i el seu pare va ordenar l'execució d'Agàtocles. Després de la mort del seu mig germà, la cosina-esposa d'Agàtocles Lisandra va fugir amb els seus fills amb Seleuc I Nicàtor a Babilònia. Seleuc I utilitzà aquesta amarga disputa per la successió dinàstica com una oportunitat per ampliar els seus dominis. En 281 aC Seleuc I va derrotar Lisímac a Curopedi, qui va morir en la batalla. Seleuc I va afegir Àsia Menor i part de Tracia al seu imperi.
La seva mare només controlava la part Egea del regne del seu pare. Després de la mort del seu pare, Arsínoe II i els seus fills van fugir a Cassandria. Per tal de protegir Arsínoe i els seus fills i d'assegurar la sobirania del regne del seu pare la mare de Lisímac es va casar amb el seu oncle matern Ptolemeu II Ceraune, que era mig germà patern de la seva mare. Ptolemeu Ceraune vivia en el regne del seu pare com a exiliat polític i abans de casar-se amb la seva mare havia assassinat Seleuc per tal de guanyar el poder del seu antic protector, i després va atacar Lisimàquia de Tràcia, on ell mateix havia estat aclamat rei per l'exèrcit macedoni.
La unió entre Arsínoe II i Ptolemeu Ceraune era purament política, ja que tots dos van afirmar els trons traci i macedoni i al moment de la mort del pare de Lisímac el seu poder s'estenia fins al sud de Grècia. El matrimoni d'Arsinoe II amb el seu mig germà no va ser feliç. A través del seu matrimoni amb Arsinoe II, la posició política de Ptolemeu Ceraune es veuria reforçada. Com que l'oncle-padrastre de Lisímac s'estava tornant massa poderós, Arsinoe II va conspirar amb els seus fills contra ell mentre estava absent en una campanya. Ptolemeu Ceraune ràpidament va respondre capturant i matant Lisímac i el seu germà Felip a Cassàndria. A la seva mort Lisímac tenia uns setze anys i el seu germà Filip tretze, i els dos eren reconeguts com a nois de gran bellesa. Arsínoe II i el seu altre germà Ptolemeu van poder escapar. Més tard, el seu germà Ptolemeu i la seva mare van fugir a Egipte, on la seva mare es va casar amb el seu altre oncle matern Ptolemeu II Filadelf.
La mare de Lisímac va morir en una data desconeguda entre juliol de 270 aC-260 aC. Ptolemeu II va morir un temps després de la seva mare, havia declarat legalment els seus fills com a fills d'Arsínoe II i tenia declarats legalment els fills d'Arsinoe II com els fills de Ptolemeu II.